# Diadegma maculatum
Diadegma maculatum är en stekelart som först beskrevs av Johann Ludwig Christian Gravenhorst 1829.  Diadegma maculatum ingår i släktet Diadegma och familjen brokparasitsteklar. Inga underarter finns listade i Catalogue of Life.